# Surlica
Surlica (em cirílico: Сурлица) é uma vila da Sérvia localizada no município de Trgovište, pertencente ao distrito de Pčinja, na região de Pčinja. A sua população era de 45 habitantes segundo o censo de 2011.

## Demografia
| 1948 | 1953 | 1961 | 1971 | 1981 | 1991 | 2002 | 2011 |
| ---- | ---- | ---- | ---- | ---- | ---- | ---- | ---- |
| 887  | 938  | 860  | 712  | 349  | 156  | 101  | 45   |